# Wendy Burn
Wendy Catherine Burn (Oxford, 1959) CBE FRCPsych es profesora de Psiquiatría y presidenta del Royal College of Psychiatrists de Reino Unido. Se especializa en psiquiatría de la tercera edad y el tratamiento de demencia.

## Biografía
Burn nació en Oxford. Mientras estaba en la escuela se unió a la Brigada de voluntarios de St John Ambulance y pasó sus fines de semana administrando primeros auxilios. Desde que tenía dos años, tuvo claro que su vocación era ser médico. Sus padres eran médicos y su madre había sido la primera en su familia en asistir a la universidad. Mientras estaba en la escuela se unió a la Brigada de Ambulancia de San Juan y pasó los fines de semana administrando primeros auxilios. Su abuelo fue Joshua Harold Burn, farmacólogo de la Universidad de Oxford. Estudió medicina en Escuela de Medicina de Southampton, donde también se unió al grupo de teatro universitario. Se interesó por el punk rock, festejó todas las noches y fracasó en su primer año de medicina. Logró cambiar el rumbo de sus estudios académicos y aprobó los últimos años de su carrera mientras actuaba como directora de escena para el programa de la escuela de medicina en el Festival cultural Edinburgh Fringe. En segundo año, comenzó un proyecto sobre personas que se autolesionaban y se sorprendió por las actitudes del personal hacia estos pacientes. Finalmente terminó las clases de medicina y decidió especializarse en psiquiatría. Su primera rotación fue con Guy Edwards en la Escuela de Medicina de Southampton. Terminó la escuela de medicina en 1982 y habiendo completado los estudios de medicina y cirugía. Trabajó en el Hospital de Lymington y en el Hospital General de Southampton. Su trabajo médico fue con Charles George, un farmacólogo clínico que le inculcó la importancia de comprender el mecanismo tras el funcionamiento de los medicamentos. En 1983 comenzó a trabajar en el Hospital Royal South Hants y más tarde en un asilo victoriano, el Hospital Knowle, re-convertido en una residencia para la tercera edad. Solicitó una plaza en el programa de capacitación en psiquiatría en Southampton, sin éxito.  Obtuvo entonces un puesto de investigación con Guy Edwards, evaluando a pacientes ingresados tras haberse autolesionado. En 1985 se unió al Royal College of Psychiatrists y comenzó su carrera como psiquiatra académica en la Universidad de Leeds. Su primer puesto fue en el Hospital High Royds, donde trabajó bajo la supervisión de Richard Mindham y de John Wattis.

## Carrera
Burn fue una de las primeras mujeres en obtener una plaza psiquiatría de la tercera edad en la Universidad de Leeds en 1990. En su primer puesto, tuvo que trabajar con algunas de las comunidades más desatendidas de Leeds, dedicando la mayor parte de su tiempo a visitas domiciliarias. Fue nombrada presidenta del programa de Senior House Officer en 1995. Durante este tiempo se involucró más con el Royal College of Psychiatrists, convirtiéndose en examinadora para la primera parte del examen. Su principal área de investigación es la demencia y es miembro de los comités nacionales de planificación para el cuidado de la demencia. Fue nombrada Directora Médica Asociada para Médicos en Formación en la Universidad de Leeds en 2000. Posteriormente  se hizo cargo la segunda parte de los exámenes clínicos MRCPsych, que requería encontrar pacientes psiquiátricos que pudiesen ser entrevistados. Poco después Burn fue nombrada Directora del Programa de Formación en psiquiatría de la tercera edad de Yorkshire.
Por entonces se convirtió en líder para la atención clínica de demencia en la Región de Yorkshire y Humber, trabajando estrechamente con la ONG Alzheimer's Society. Burn ha se involucrado constantemente en la formación médica de posgrado y estableció la Escuela de Psiquiatría de Yorkshire. Fue la primera directora de la Escuela de Psiquiatría en 2007. En 2009 unió fuerzas con la Universidad de Sheffield y formó la Yorkshire y la Humber School of Psychiatry.
En 2011, Burn fue nombrada Decana del Royal College of Psychiatrists, a la vez que se convirtió en líder en atención clínica de demencia en Yorkshire y Humberand, trabajando estrechamente con la Alzheimer's Society. Como Decana del Royal College of Psychiatrists, coordinó los exámenes clínicos, el desarrollo profesional y lideró el reclutamiento nacional. Detuvo la bonificación financiera para el examen MRCPscyh y redujo el número de exámenes. También supervisó la reubicación del Royal College of Psychiatrists de Belgrave Square a Aldgate. Kate Lovett tomó el relevo como Decana 2016.
Desde 2016, Burn ha dirigido el Proyecto de Neurociencia de la Fundación Gatsby y del Wellcome Trust, que busca transformar la formación de los estudiantes de psiquiatría. El proyecto también aspira a aumentar los componentes de neurociencia de la formación de psiquiatría para cumplir con los requisitos actualizados de tratamientos en salud mental. La fase inicial incluyó una revisión del plan de estudios de neurociencia y psiquiatría y recomendaciones para un nuevo plan de estudios. Una vez finalizado, aprobado y adoptado el plan de estudios, Burn ha sido la responsable de evaluar su impacto.
Fue elegida presidenta del Royal College of Psychiatrists en 2017. Su presidencia se ha centrado en ayudar a las personas mayores con depresión, demencia y ansiedad. También ha hecho campaña para aumentar la financiación del Servicio Nacional de Salud (Reino Unido) y para aumentar la capacidad de camas de salud mental. Burn ha resaltado las desigualdades significativas en la atención de salud mental en Reino Unido, identificando que las personas en Gales tienen las peores condiciones de acceso a atención especializada. Sirve como miembro del All-Party Parliamentary Health Group.
En 2018 recibió un premio honorífico de la Universidad de Leeds. Ha escrito para el periódico británico The Guardian sobre la necesidad de mejorar los servicios de salud mental.

## Vida privada
Burn se casó con su esposo, William, en 1991. En 1993 fue la primera médica en la Unidad de Psiquiatría del Hospital Universitario de Leeds del NHS Trust en tomar la baja de maternidad por el nacimiento de su hijo. Tuvo una hija en 1994.